# Hatton (Warwickshire)
Hatton is een civil parish in het bestuurlijke gebied Warwick, in het Engelse graafschap Warwickshire met 2319 inwoners.